# باد بلاك
باد بلاك (بالإنجليزية: Bud Black)‏ هو لاعب كرة قاعدة أمريكي، ولد في 30 يونيو 1957 في سان ماتيو في الولايات المتحدة.

## وصلات خارجية
- باد بلاك على موقعبيزبول رفرنس.كوم (الدوري الرئيسي) (الإنجليزية)
- باد بلاك على موقعبيزبول رفرنس.كوم (الدوري الثانوي) (الإنجليزية)
- باد بلاك على موقع مشجعي الرسوم البيانية (الإنجليزية)
- باد بلاك على موقع إن إن دي بي (الإنجليزية)